# پل پاتولو
پل پاتولو (انگلیسی: Pattullo Bridge) یک پل قوسی است که از رود فریزر عبور می‌کند و شهر نیو وست مینستر را به شهر سوری، بریتیش کلمبیا در بریتیش کلمبیا متصل می‌کند. این نام به افتخار توماس دافرین پاتولو، بیست و دومین نخست‌وزیر بریتیش کلمبیا نامگذاری شده‌است.